# Órgano Hammond

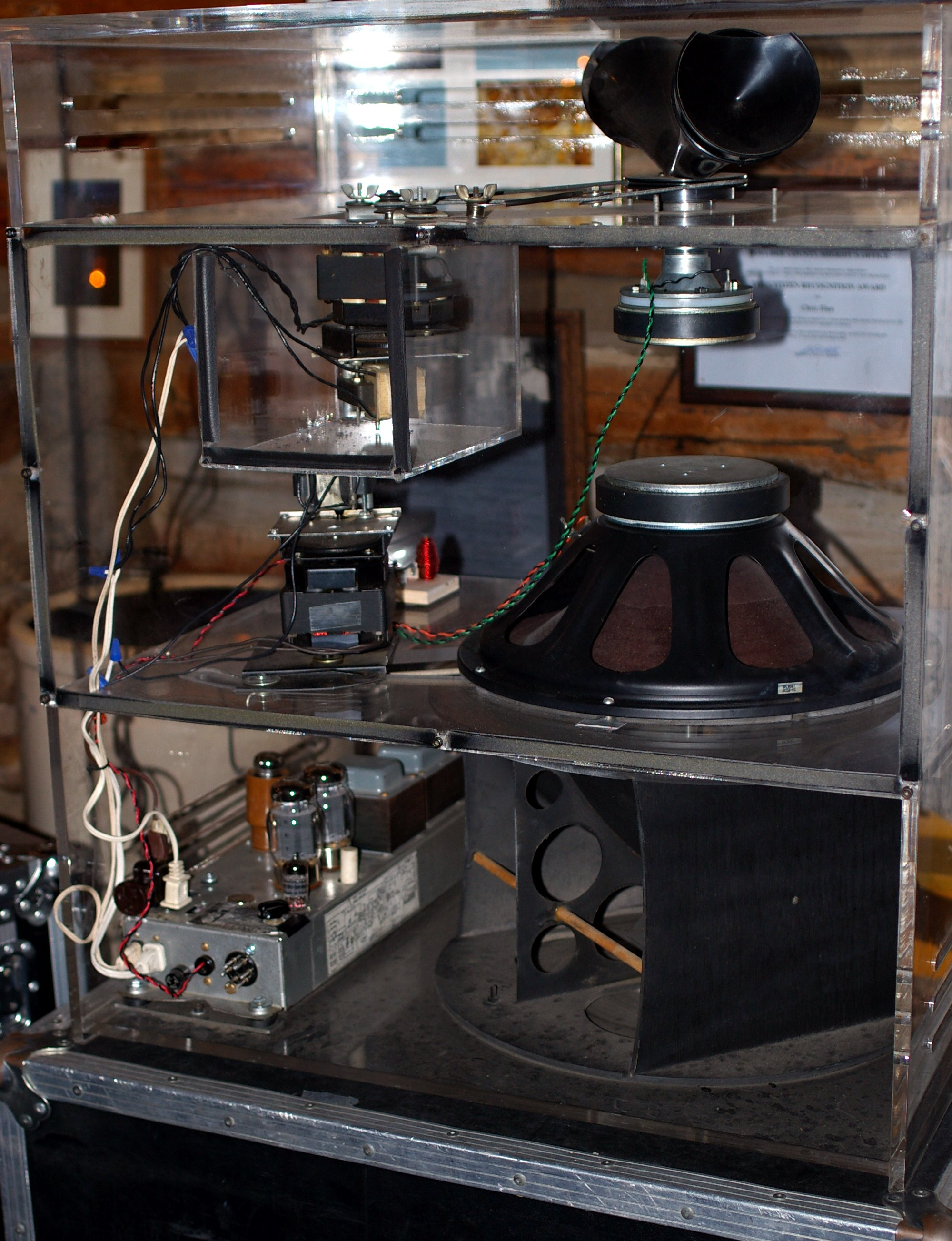
Altavoz Leslie giratorio.

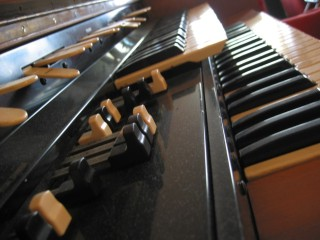
Teclados de un Hammond L-100.

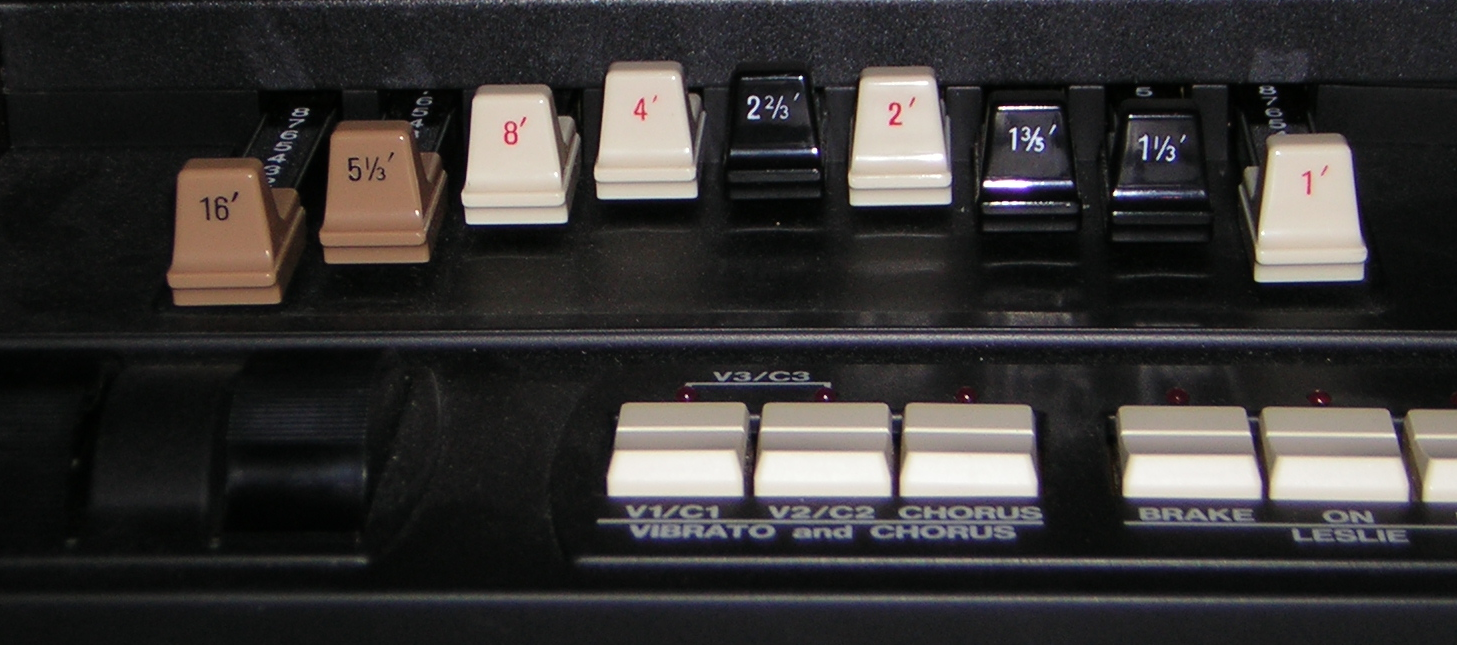
Barras deslizantes en un órgano Hammond.

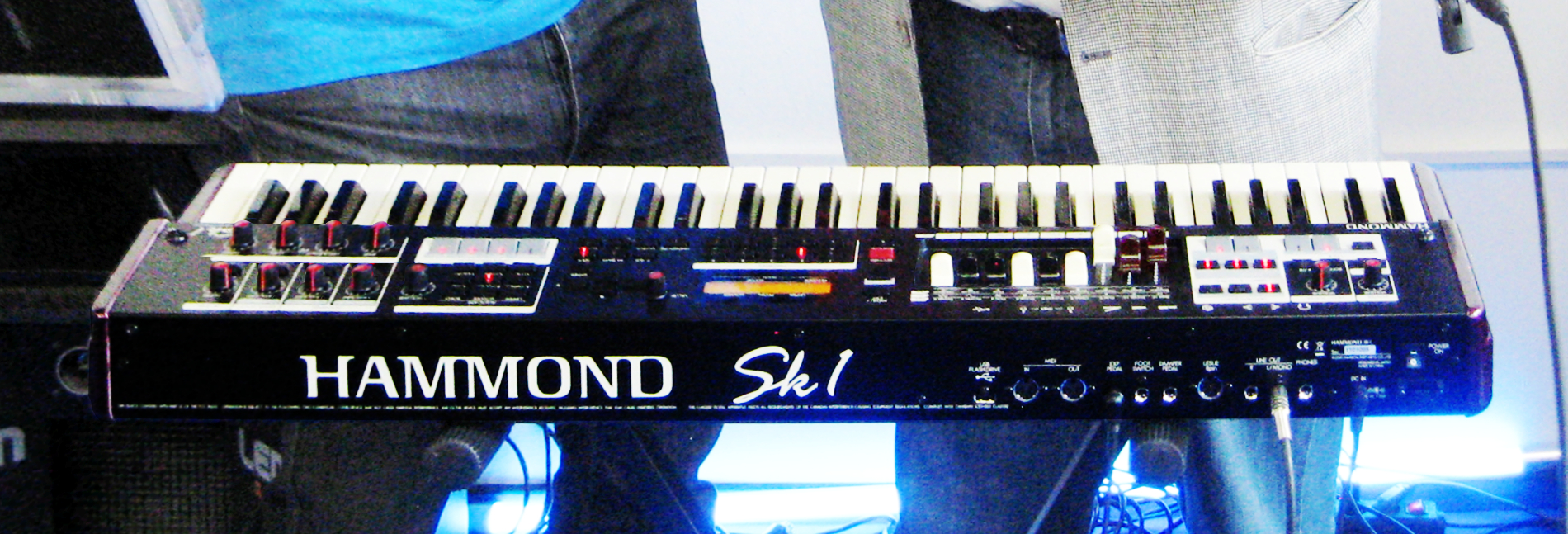
Órgano electrónico o Hammond en la actualidad.

El órgano Hammond es un instrumento musical basado en los principios del electromagnetismo y de la amplificación a través de altavoces individuales, creado por el inventor estadounidense Laurens Hammond (1895-1973) y cuya producción va desde 1935 hasta 1978. La empresa del inventor de este instrumento no solo estuvo vinculada a la música, sino que también desarrolló y comercializó otras invenciones, tales como dispositivos de cambio automático para automóviles, relojes de pared, etc.
El apogeo del órgano Hammond tuvo lugar en las décadas de 1960 y 1970, destacándose en diversos géneros musicales, tanto en el jazz, en el rock, como también en el soul, el blues, el góspel, el funk, el disco, el ska y la música ligera.
En el año 1991, la empresa japonesa Suzuki adquirió el nombre de Hammond y desde entonces el órgano se llama Hammond-Suzuki. Bajo esta marca, fabrica recreaciones del instrumento original usando sonidos muestreados del órgano modelo B3 original. De todas maneras, estos productos son objeto de competencia por los de otros fabricantes de sintetizadores y teclados como Casio, Roland (serie VK), Korg (series CX y BX), Clavia (series Nord Electro y Nord Stage) y Yamaha. Sin embargo, en la actualidad aún es posible adquirir nuevas versiones digitales del modelo B3; incluso existe la versión de lujo, y la versión portátil.
Actualmente pueden encontrarse, debido a su enorme coste, sobre todo, en los Estados Unidos, Francia y Alemania.

## Características principales
Este órgano se presenta como un mueble de madera cerrado y con cuatro patas (modelo B3), de aspecto sobrio con un sistema de 25 (en el modelo B3) o 32 (en el modelo RT3) pedales para los sonidos del bajo. En la consola hay dos teclados de cinco octavas; encima de estos hay cuatro juegos de nueve drawbars o barras deslizantes que permiten añadir armónicos (generados mediante «ruedas fónicas» (tone wheels en inglés) al sonido fundamental de cada nota.
Los modelos más modernos, autoamplificados, cuentan con un altavoz separado que únicamente emite los sonidos de los tiradores. Un elemento giratorio de "porexpan" gira delante de dicho altavoz movido con un pequeño motor de dos velocidades repartiendo el sonido por la sala donde se encuentra el órgano, creando un efecto único y característico. Este sistema de amplificación, llamado Leslie, es en gran parte responsable de su característico timbre, pero no fue nunca vendido por Hammond, ya que Leslie y Hammond fueron (durante el período dorado de la marca) empresas totalmente separadas, y rivales puesto que Laurens Hammond nunca fue partidario de la utilización de este tipo de altavoz.
En mayo de 1955 surgieron los modelos hoy denominados «clásicos» tales como B3, C3 y RT3, que expandieron su popularidad, siendo adoptado por músicos, inicialmente pianistas.

## Ejecutantes destacados, según el género musical
Jazz
- Milt Herth (1902-1969)
- Fats Waller (1904-1943)
- Count Basie (1904-1984)
- Milt Buckner (1915-1977)
- Bill Doggett (1916-1996)
- Wild Bill Davis (1918-1995)
- Korla Pandit (1921-1998)
- Lou Bennett (1926-1997)
- Brother Jack McDuff (1926-2001)
- Hank Marr (1927-2004)
- Jimmy Smith (1928-2005)
- Richard "Groove" Holmes (1931-1991)
- Trudy Pitts (1932-2010)
- James Brown (1933-2006)
- Baby Face Willette (1933-1971)
- Sam Lazar (1933-)
- Johnny "Hammond" Smith (1933-1997)
- Shirley Scott (1934-2002)
- Freddie Roach (1934-1980)
- Reuben Wilson (1935-)
- Big John Patton (1935-2002)
- Jimmy McGriff (1936-2008)
- Don Patterson (1936-1988)
- Melvin Rhyne (1936-2013)
- Gene Ludwig (1937-2010)
- Rhoda Scott (1938-)
- Larry Young (1940-1978)
- Charles Earland (1941-1999)
- Dr. Lonnie Smith (1942-)
- Georgie Fame (1943-)
- Mike LeDonne (1956-)
- Tony Monaco (1959-)
- Barbara Dennerlein (1964-)
- John Medeski (1965-)
- Bradley Joseph (1965-)
- Larry Goldings (1968-)
- Robert Walter (1969-)
- Joey DeFrancesco (1971-2022)
- Marcel Curuchet (1972-2012)
- Pat Bianchi (1975-)
- Ehud Asherie (1979-)
- Ben Paterson (1982-)
- Leonieke Scheuble (2002-)
- Chris Foreman;
- Cory Henry, de Snarky Puppy.
- Brian Auger (1939-)

Rock
- Roy Young (Tony Sheridan, Beatles, etc)
- Alan Price (1942-), de The Animals;
- Rod Argent, de The Zombies
- Steve Winwood (1948-), de Traffic
- Manfred Mann (Sudáfrica, 1940-)
- Billy Preston (1946-2006) de The Beatles, The Rolling Stones, Eric Clapton, King Curtis, Sam Cooke
- John Evan (1948-) de Jethro Tull
- Keith Emerson (1944-2016) de Emerson, Lake & Palmer
- Dizzy Reed (1963-) de Guns N' Roses
- Jon Lord (1941−2012) de Deep Purple
- John Paul Jones (1946-) de Led Zeppelin
- Richard Wright (1943-2008) de Pink Floyd
- Vangelis (1943-2022)
- Don Airey (1948-) de Deep Purple, Rainbow y Ozzy Osbourne;
- Rick Davies (1944-) de Supertramp
- Peter Bardens (1944-2002) de Camel
- Brian Wilson y Bruce Johnston de The Beach Boys
- Thijs van Leer (1948-) de Focus
- Tony Banks (1950-) de Génesis
- Rick Wakeman (1949-) de Yes
- Carlos Cutaia (Buenos Aires, 1949-) Pescado Rabioso y La Máquina de Hacer Pájaros
- Ciro Fogliatta (Rosario, Argentina, 1943-) Los Gatos, Sacramento y Polifemo
- David Rosenthal de Rainbow
- Alan Clark de Dire Straits
- Ray Manzarek (1939-2013) de The Doors
- Gregg Rolie de Santana
- Paul McCartney y John Lennon de The Beatles
- Matthew Fisher de Procol Harum
- Kenneth Gaspar de Pearl Jam
- Francisco Durán y Mauricio Durán de Los Bunkers
- Daniel Sepúlveda de Los Boloccos y Fugazes
- Motoi Sakuraba (1965-) de Deja-Vu
- Ignacio Kreither (1988-) de The Hottest & The Ladybug
- Tom Coster (1968) de Santana

Música popular latinoamericana
- Lafayette (Brasil, 1943-2021)
- Ernesto Hill Olvera, seudónimo artístico de Hermenegildo Olvera González (México, 1937-1967)
- Jaime Llano González (Colombia, 1932-2017)
- Tulio Enrique León (Venezuela, 1938-1982)
- Juan Torres Robles (México, 1930-2002)
- Juancho Vargas (Colombia, 1934-2022)
- Walter Wanderley (Brasil, 1932-1986)
- Grupo Pegasso del "Pollo" Estevan (México, 1979-Actualidad)